# Kepler-37d
Kepler-37d – planeta pozasłoneczna orbitująca wokół gwiazdy Kepler-37. Jest najbardziej oddalona od swej gwiazdy spośród trzech znanych planet w tym systemie. Jej średnica jest około dwukrotnie większa od średnicy Ziemi, okres orbitalny wynosi ok. 40 dni. Została odkryta metodą tranzytową przez Kosmiczny Teleskop Keplera, a jej odkrycie ogłoszono w 2013.
| Jowisz | Kepler-37d |
| ------ | ---------- |
|        |            |